# Urophora congrua
Urophora congrua
 es una especie de insecto díptero. Friedrich Hermann Loew lo describió científicamente por primera vez en el año 1862.
Esta especie pertenece al género Urophora de la familia Tephritidae.